# Emendace (biologie)
Emendace v zoologické nomenklatuře označuje změnu pravopisu názvu taxonu. V bakteriologické nomenklatuře jsou emedace činěny pro potřebu cirkumskripce taxonu.

## V zoologii
Změna musí být provedena vědomě a s odůvodněním, proč je původní název taxonu použitý popisovatelem druhu upravován. Jakékoli jiné změny pravopisu jsou považovány za neodůvodněné. Za odůvodněné emendace jsou považovány:
- opravy typografických chyb v původní práci popisující druh;
- opravy chyb v přepisu do latinky;
- odstranění diakritiky nebo pomlček;
- úpravy koncovek tak, aby odpovídaly jmennému rodu rodového jména, zejména v případě změny kombinace rodového a druhového jména.

Původní popisovatel zůstává nezměněn.